# Ormont
Ormont este o comună din landul Renania-Palatinat, Germania.